# Litochrus ryukyuensis
Litochrus ryukyuensis is een keversoort uit de familie glanzende bloemkevers (Phalacridae). De wetenschappelijke naam van de soort werd in 1985 gepubliceerd door Hisamatsu.